# Stazione di Sundgauer Straße
La stazione di Sundgauer Straße è una fermata ferroviaria di Berlino. Sita nel quartiere di Zehlendorf, prende il nome dalla strada Sundgauer Straße.
È posta sotto tutela monumentale (Denkmalschutz).

## Storia
Il fabbricato viaggiatori fu costruito dal 1933 al 1934 su progetto di Richard Brademann.

## Movimento
La fermata è servita dalla linea S 1 della S-Bahn.

## Interscambi
- Fermata autobus